# Электронная промышленность Тайваня
Электроная промышленность Тайваня — отрасль экономики Тайваня, осуществляющая проектирование, производство и продажу электроники. В отрасль входят предприятия полупроводниковой промышленности, предприятия по производству комплектующих и по сборке электроники. Большинство компаний отрасли являются контрактными производителями, однако есть и производители с собственными брендами, такие как Asus и Acer (компьютеры), HTC (мобильные телефоны).
Полупроводниковая промышленность Тайваня (производство микросхем) занимает второе место в мире, уступая только США. По состоянию на 2022 год в этой отрасли работали более 1000 тайваньских компаний, в ней было занято 600 тысяч тайваньцев. На Тайвань приходилось 18 % мирового производства полупроводников (на США — 39 %), оборот отрасли составил 170 млрд долларов США (в США — 378 млрд долларов). В этой отрасли преобладают малые и средние предприятия, только у 5 компаний годовой оборот превышает 100 млрд тайваньских долларов (3 млрд долларов США) — это TSMC, MediaTek, ASE Group, United Microelectronics Corporation и Realtek. В 2023 году на полупроводники пришлось 40 % тайваньского экспорта. На Тайване находится 46 % мировых производственных мощностей по выпуску микросхем.

## История
Развитие электронной промышленности на Тайване началось в середине 1950-х годов; дешёвая рабочая сила и налоговые льготы способствовали тому, что иностранные компании начали открывать на острове предприятия по сборке электроники. Вскоре начали появляться и местные производители, перенимавшие опыт и технологии иностранных партнёров. В начале 1970-х годов правительство Тайваня решило сделать производство полупроводников и компьютерной техники приоритетным направлением развития экономики. В 1973 году был создан Институт исследования промышленных технологий (ITRI). В 1980 году был основан Научный парк Синьчжу, призванный стать аналогом калифорнийской Кремниевой долины. Помимо налоговых льгот были введены государственные дотации на разработку новых технологий; это должно было компенсировать рост стоимости рабочей силы, поскольку только с середины 1970-х по середину 1980-х годов зарплаты в электронной отрасли Тайваня выросли в 5 раз. К концу 1980-х годов электроника стала главной статьёй экспорта Тайваня. Хотя Тайвань оставался центром по сборке электроники, в течение 1980-х годов ассортимент продукции постепенно изменялся от радиоприёмников и телевизоров к мониторам и персональным компьютерам.
Формирование полупроводниковой промышленности Тайваня началось в марте 1976 года с подписания соглашение о передаче технологий между ITRI и американской корпорацией RCA. В конце 1977 года началось производство микросхем на 3-дюймовых пластинах. В 1981 году это производство было выделено в United Microelectronics Corporation (UMC). В 1987 году ITRI в партнёрстве с Philips учредила ещё одну компанию по производству микросхем — TSMC; она стала первой в мире сугубо литейной компанией без собственного проектного бюро. В 1997 году UMC также стала чисто литейной компанией, выделив подразделение по проектированию микросхем в самостоятельную компанию MediaTek. К 2002 году в стране было 40 фабрик по производству микросхем.
Начиная с конца 1990-х годов тайваньские производители электроники начали открывать предприятия в материковом Китае, а также других странах Азии, таких как Малайзия и Таиланд. Тайвань продолжал наращивать доминирование в области производства полупроводников. Однако после 2010 года многие таваньские производители потребительской электроники начали терять позиции на мировом рынке, в основном в пользу компаний из КНР; особенно это заметно на примере мобильных телефонов — два крупнейших их тайваньских производителя, BenQ и HTC, практически прекратили выпуск.

## Компании отрасли

### Полупроводниковая промышленность
- TSMC — крупнейший производитель микросхем в мире, 60 % мирового производства в 2022 году[7]
- UMC — 4-й крупнейший производитель микросхем в мире[7][8]
- Powerchip[англ.] — 7-й крупнейший производитель микросхем в 2022 году[7]
- Vanguard International Semiconductor Corporation[англ.] — 8-й крупнейший производитель микросхем в 2022 году[7]
- MediaTek — 4-я крупнейшая в мире компания по проектированию микросхем[9]
- Realtek — проектирование микросхем
- VIA Technologies — проектирование микросхем[8]
- Winbond — проектирование и производство микросхем[8]
- Silicon Integrated Systems — проектирование и производство микросхем
- Nanya Technology — производство микросхем памяти DRAM
- ASE Group — крупнейшая в мире компания по корпусированию и тестированию микросхем[8]
- Phison — разработка контроллеров флеш-памяти и твердотельных накопителей[10]

### Компьютерная техника
- Asus — в 2022 году 5-й крупнейший производитель ПК (7,2 % мирового рынка)
- ASRock
- Acer — в 2022 году 6-й крупнейший производитель ПК (6,5 % мирового рынка)[11]
- Gigabyte Technology — материнские платы
- Micro-Star International (MSI) — материнские платы и ноутбуки
- Elitegroup Computer Systems[англ.] — материнские платы
- Biostar[англ.] — материнские платы
- Palit — видеокарты

### Комплектующие и периферия
- AUO Corporation — производитель ЖК-дисплеев
- InnoLux Corporation — производитель ЖК-дисплеев
- BenQ — производитель ЖК-дисплеев и другой электроники
- Yageo — производитель резисторов и других пассивных компонентов[8]
- Walsin Technology — производитель пассивных компонентов[8]
- Lite-On — производитель блоков питания и других комплектующих[8]
- Delta Electronics — производитель блоков питания и вентиляторов[8]
- Catcher Technology[англ.] — производитель корпусов[8]
- Cooler Master — производитель корпусов, блоков питания, вентиляторов
- Lian Li — производитель корпусов, блоков питания, вентиляторов
- Sea Sonic — производитель блоков питания
- Thermaltake — производитель корпусов, блоков питания, вентиляторов
- Largan Precision — производитель оптики[8]
- KYE Systems — производитель компьютерной периферии под брендом Genius
- A4Tech — производитель компьютерной периферии
- Transcend — производитель карт памяти, флеш-памяти и SSD
- ADATA — производитель карт памяти, флеш-памяти и SSD
- Apacer — производитель модулей памяти, карт памяти, флеш-памяти и SSD
- HTC — шлемы виртуальной реальности, смартфоны

### Сетевое и телекоммуникационное оборудование
- D-Link
- Edimax Technology
- Accton Technology Corporation[англ.]
- ZyXEL
- Infortrend
- QNAP

### Контрактная сборка
- Foxconn — крупнейшая в мире компания по контрактному производству электроники[12]
- Quanta Computer — сборка ноутбуков, серверов и другой электроники
- Compal Electronics — сборка ноутбуков и другой электроники
- Pegatron — производство материнских плат и электроники
- Wistron — производство различной электроники
- Clevo[англ.] — сборка ноутбуков